# Anton Sebastian von Struve
Anton Sebastian von Struve (* 2. April 1729 in Kiel; † 7. April 1802 in Greiz) war Diplomat im Dienste des Russischen Kaiserreichs.

## Leben
Die Familie Struve stammte aus dem Raum Magdeburg. Anton Sebastian war der Sohn des Holsteinischen Justizrats und Professors der Rechte an der Universität Kiel Friedrich Gottlieb Struve (* 1676; † 1752). Seine Mutter Johanna Dorothea Struve († 19. Juni 1742) war eine geborene Werner. Sein Großvater war Georg Adam Struve.
Anton Sebastian erhielt Privatunterricht, nahm aber gleichfalls am öffentlichen Unterricht teil. Nach anderthalbjährigem Studium an der Universität Kiel verließ er um Michaelis 1745 seine Vaterstadt, in die er nie wieder zurückkehren sollte, um sich an der Universität Jena einzuschreiben. Während der folgenden zwei Jahre des Studiums der Rechte hörte er Vorlesungen bei dem lutherischen Pfarrer Joachim Georg Darjes (1714–1791), der auch Jurist, Philosoph, Ökonom und Aufklärer war, bei dem Juristen und Historiker Christian Gottlieb Buder (1693–1763) sowie den Rechtswissenschaftlern Johann August von Hellfeld (1717–1782) und Johann Gottfried Schaumburg (1703–1746). Im Alter von 19 Jahren schloss er sein Studium erfolgreich ab.
1747 hielt er sich in Regensburg auf, wo er im Hause eines Verwandten, des Hofkammerrats Schwers, freundliche Aufnahme fand. Bevor er sich seinem neuen Wirkungskreis in Regensburg zuwandte, verbrachte er ein Jahr zu Informationszwecken in Erlangen und Bamberg. 1749 war er zurück in Regensburg.
Dort wirkte er zunächst als Präzeptor des jüngsten Sohnes des Grafen von Schönburg. Der Graf war Königl. Kurfürstl. Sächsischer Wirklicher Geheimer Rat und Konferenz-Minister sowie Gesandter beim Reichstag. Noch im selben Jahr begleitete Struve seinen Zögling nach Erlangen. Von 1750 bis 1752 waren beide in Dresden und Leipzig. Danach wurde Anton Sebastian Struve Privatsekretär des Grafen, der sich mittlerweile in Dresden etabliert hatte.
1755 trat Struve in die Dienste von Herzog Peter von Schleswig-Holstein-Gottorf und später in jene des Russischen Kaiserreichs. Die früh verstorbene Mutter des Herzogs war eine Tochter des russischen Zaren Peter I. Nachdem Herzog Karl Peter Ulrich 1742 von seiner kinderlosen Tante Elisabeth, Kaiserin von Russland (1741–1762) zum Thronfolger ernannt worden war, trat er zum orthodoxen Glauben über, erhielt den Namen Peter Fjodorowitsch, wurde Großfürst und folgte 1762 seiner Tante nach deren Tod als Zar Peter III. auf den Thron. Als Großfürst Peter, der auch das Herzogtum Holstein-Gottorf regierte, ernannte er Anton Struve zum Legationssekretär beim Reichstag in Regensburg. Am 19. September 1755 reiste Struve von Dresden nach Regensburg.
Dort begegnete er Dorothea Reimers (1735–1795), der Tochter seines Amtsvorgängers und Herzogl. Holsteinischen Legationssekretärs. Die Eheschließung fand am 11. Mai 1756 statt. Dem Paar wurden zwölf Kinder geboren, sechs Jungen und sechs Mädchen.
Im Oktober 1762 erhielt Anton Sebastian Struve neben seinem bisherigen Posten eine Anstellung als Russ. Kaiserl. Legationssekretär.
Am 1. Dezember 1767 wurde er zum Großfürstlich Schleswig-Holsteinischen Legationsrat ernannt und am 31. Mai 1776 Russ. Kaiserl. Legationsrat.
Beim Tausch von Holstein gegen Oldenburg und Grafschaft Delmenhorst (Vertrag von Zarskoje Selo, 1773) trat Struve in den kaiserlich russischen Dienst. Er wurde dem Russ. Kaiserl. Gesandten Freiherrn von der Asseburg beigeordnet, den er größtenteils vertrat, da sich dieser zumeist auf seinen Gütern im Halberstädtischen aufhielt.
In den 1780er Jahren wurde Struve zum Kanzleirat befördert. Zu dieser Zeit verlieh ihm die russische Zarin (und zugleich Herzogin von Holstein-Gottorf) Katharina II. den neugestifteten Orden des Heiligen Wladimir 4. Klasse, mit dem der erbliche Adelstitel verbunden war. Sophia von Anhalt-Zerbst hatte 1745 den russischen Zaren Peter III. geheiratet und diesen 1762 entthront.
Am 21. Mai 1795 verstarb Struves Frau Dorothea.
Im Sommer 1796 standen napoleonische Truppen (Erster Koalitionskrieg 1792/97) vor den Toren Regensburgs. Wie die meisten Mitglieder des Immerwährenden Reichstags verließ auch von Struve die Stadt und schiffte sich mit seiner Familie auf der Donau nach Krems ein. Im nahegelegenen Stein, heute ein Stadtteil von Krems, fand er eine neue Bleibe.
Bei den Moskauer Krönungsfeierlichkeiten des Jahres 1797 ernannte ihn der neue Zar Paul I. zum Residenten beim Reichstag in Regensburg, ein Posten, der nach dem Tode des Freiherrn von der Asseburg vakant war.
1799 wurde Anton Sebastian von Struve zum wirklichen Russ. Kaiserl. Staatsrat erhoben und gleichzeitig in den Ruhestand versetzt.
Infolge der erneuten Verlagerung des Kriegsschauplatzes (Zweiter Koalitionskrieg 1798/99–1801/02) im Jahre 1800 an die Grenzen Bayerns zog von Struve mit seinen Söhnen Gustav und Johann Georg sowie der Gattin des ersteren nach Greiz im Vogtland. Seine jüngste Tochter Philippine war dort seit anderthalb Jahren mit dem Reussischen Präsidenten und Kanzler von Grün verheiratet.
Im selben Jahr erkrankte von Struve schwer. Als am 6. April 1802 in Greiz eine starke Feuersbrunst ausbrach, wurde der Großteil der Stadt zerstört. Auch von Struves Wohnsitz wurde ein Opfer der Flammen. Zusammen mit seiner Tochter floh er aus der Stadt und fand Zuflucht auf dem benachbarten Landgut Schönfeld des aus voigtländischem Adel stammenden Herrn von Kommerstädt und seiner Familie.
Anton Sebastian von Struve starb am 7. April 1802 wenige Stunden nach seiner Ankunft auf Gut Schönfeld. Er wurde am 10. April auf dem nahegelegenen Kirchhof von Reinsdorf beigesetzt.

## Ehe und Nachkommen
Er heiratete 1756 Sophie Dorothea Reimers (* 1735; † 1795) und hatte mit ihr zwölf Kinder, von denen vier Mädchen und ein Junge im Kindesalter bzw. im jungen Erwachsenenalter verstarben:
- Catherina Elisabetha (* 1759; † 1838); verheiratet mit Christoph von Selpert, Rat mehrerer Reichsstädte und Comitial-Bevollmächtigter.[4]
- Johann Christoph Gustav (* 1763; † 1828); Diplomat im Dienste des Russischen Kaiserreichs; Kollegienrat bei der Russ. Kaiserl. Gesandtschaft in München; verheiratet mit Friderika Sybilla, Tochter des Herzoglich Württembergischen Kirchenratsdirekors von Hochstetter. Kinder: Elise, Sebastian Amand, Sophia Elisabetha, Karl Anton, Georg Heinrich, Katinka, Amand Gustav, Johann Ludwig Karl Heinrich, Sophia Mariana.[4]
- Johann Georg (* 1766; † 1831); Hofrat der Russ. Kaiserl. Gesandtschaft in Regensburg; verheiratet mit Mariana, Tochter des Hochfürstl. Brandenburg-Anspach-Bayreuthisch und Hohenlohischen Kommissionsrats Schmidlin.[4]
- Johann Christian (* 1768; † 1812); Kollegien-Assessor bei dem Collegio der auswärtigen Geschäfte  in Sankt Petersburg.[4]
- August Wilhelm (* 1770; † 1838); Kollegien-Assessor bei dem Post-Departement in Sankt-Petersburg.[4]
- Heinrich Christian Gottfried (* 1772; † 1851); Diplomat und Mineraloge; Kollegien-Assessor bei der Russ. Kaiserl. Gesandtschaft in Stuttgart; verheiratet mit Elisabetha Wilhelmina Zidonia Reichsgräfin zu Friedenburg. Sohn Anton Gustav.[4]
- Albrecht (* 1774; † 1794)
- Philippine Rosina Elisabetha (* 1775; † 1819); verheiratet mit Franz von Grün, Fürstlich Reuss-Plauischer Präsident und Kanzler. Kinder: Heinrich, Charlotte.[4]